# 勒洛鲁
勒洛鲁（法語：Le Loroux，法語發音：[lə lɔʁu]）是法国伊勒-维莱讷省的一个市镇，位于该省东北部，属于富热尔-维特雷区。

## 地理
勒洛鲁（48°23'41"N, 1°3'51"W）面积11.56 平方千米，位于法国布列塔尼大區伊勒-维莱讷省，该省份为法国西北部沿海省份，位于布列塔尼半岛东部，北濒大西洋，西接阿摩尔滨海省和莫尔比昂省，南至大西洋卢瓦尔省，西南端接曼恩-卢瓦尔省，东临马耶讷省，东北与芒什省接壤。
与勒洛鲁接壤的市镇（或旧市镇、城区）包括：莱涅莱、朗代昂、拉尔尚、曼恩地区圣埃利耶、拉沙佩勒-弗勒里涅。

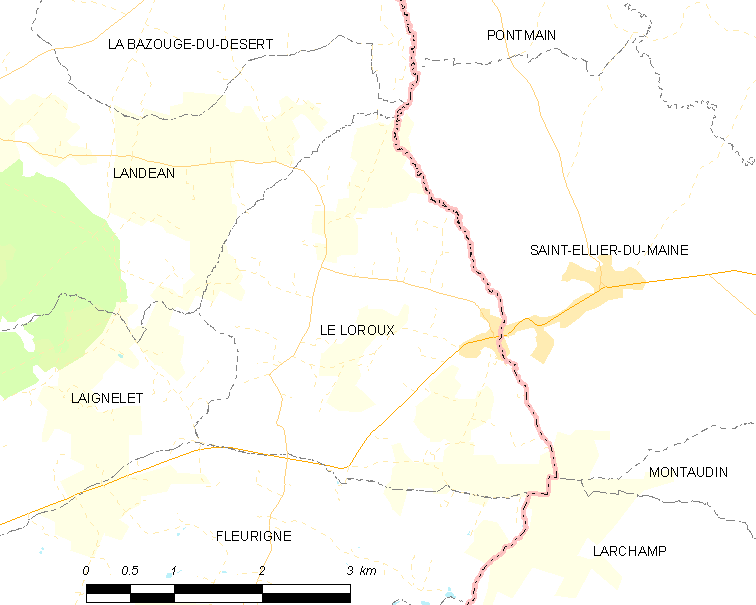
勒洛鲁的OSM定位图

勒洛鲁的时区为UTC+01:00、UTC+02:00（夏令时）。

## 行政
勒洛鲁的邮政编码为35133，INSEE市镇编码为35157。

## 政治
勒洛鲁所属的省级选区为富热尔第二县。

## 人口

1962-2008年间勒洛鲁人口变化图示

勒洛鲁于2022年1月1日时的人口数量为618人。